# 李毓新
李毓新（？—1645年），字雲岑，浙江嘉興府海鹽縣人，明朝、南明政治人物。

## 生平
崇禎九年（1636年），李毓新中式順天鄉試四十七名舉人，崇禎十年（1637年）聯捷進士，授廣東潮州府推官，審理案件明確公正；他代理四任官職，兼監察三府，釋放囚犯數千人。當地鹽稅有盈餘，他就革除不說出；饑荒期間富家人阻止平民買米，他用匿米法嚴懲。山寇作亂，沈猶龍傳檄命李毓新監察統理，條列剿寇十二種策略，請駐守豐順定為重鎮；署理肇慶知府時楚地盜寇攻陷開建，使得西江震動，他調閩兵收復，會合西粵兵五路剿匪，不用一個月就平定。惠王朱常潤的護衛不收斂，居民因此罷市，肇慶兵和惠藩兵爭鬥，李毓新親自前往調動，迎惠王入城，於是肇慶安定。福建盜匪姜世英入侵黃岡，攻饒平、大埔，包圍潮州府，他監督參將趙千駟到達惠來；姜世英逃遁，他就移師揭陽擒拿世英，為第一等功勞，可是行取時北京失陷。
弘光帝繼位，李毓新數次請求勤王，不獲允許；改任兵科給事中，管理職方主事，多次上書議論政事，忤逆馬士英。左夢庚舉兵東下，馬士英調江北兵，他與喬可聘、姚思孝、吳、王之晉堅持守河北、淮南，士英怒而貶李毓新為巡江御史，但實際無兵可調。
南京失守後，李毓新回鄉，為嘉興守城監軍。不久事敗，隱居白苧鄉，被亂兵所殺。

## 家族
曾祖李星，辛酉舉人，绩溪知县；祖李效颜，前軍都督府教读；父李正华，庠生。